# Amata symphona
Amata symphona  là một loài bướm đêm thuộc phân họ Arctiinae, họ Erebidae.